# Vera Pless
Vera Pless, née Vera Stepen le 5 mars 1931 et morte le 2 mars 2020, est une mathématicienne américaine. Elle a contribué dans les domaines de recherches des combinatoires et de la théorie des codes dont elle est reconnue comme l'une des expertes mondiales.

## Biographie
Vera Stepen naît le 5 mars 1931 dans une famille d'immigrants juifs de Chicago. Elle étudie d'abord la physique à l'Université de Chicago, puis orientée par Irving Kaplansky vers l'algèbre générale, elle obtient sa maîtrise en mathématiques en 1952.
Elle gagne une bourse pour étudier à l'Université Northwestern et obtient son doctorat en 1957 avec une thèse dirigée par Alex Rosenberg sur les Anneaux de quotient des anneaux de transformation continue. Des extraits de son travail sont publiés dans la revue scientifique Duke Mathematical Journal en 1958.
Elle travaille à l'Air Force Cambridge Research Laboratory de 1963 à 1972. Elle y devient l'une des principales expertes mondiaux de la théorie des codes. En 1963, elle publie Identités des moments de puissance sur les distributions de poids dans les codes de correction d'erreur.
En 1972, lorsque l'amendement Mansfield interdit à l'armée d'effectuer des recherches fondamentales, elle part travailler au Massachusetts Institute of Technology, comme associée de recherches sur le projet MAC. En 1975, elle rejoint le département de mathématiques, de statistiques et d'informatique de l'Université de Chicago en tant que professeure titulaire et y enseigne jusqu'à sa retraite en 2006. En 2012, elle est élue membre de l'American Mathematical Society. Fervente militante des droits des femmes, elle participe à la fondation et préside l'association Women in Science and Engineering.
Elle meurt le 2 mars 2020, chez elle, à Oak Park.

## Publications
Vera Pless publie plus d'une centaine d'articles dont : 
- (en) Vera Pless, Introduction to the Theory of Error-Correcting Codes, John Wiley & Sons, coll. « Wiley-Interscience Series in Discrete Mathematics », 1982 (ISBN 0-471-08684-3)
- (en) Vera Pless, Richard A. Brualdi et WC Huffman, Handbook of Coding Theory, North-Holland, coll. « North-Holland Mathematical Library », novembre 1998 (ISBN 978-0-444-81472-2)
- (en) Vera Pless et WC Huffman, Fundamentals of Error-Correcting Codes, Cambridge University Press, août 2003 (ISBN 978-0-521-78280-7, lire en ligne )
- (en) Vera Pless et Janet Beissinger, Cryptoclub: Using Mathematics to Make and Break Secret Codes, A.K. Peters, Ltd., mai 2006 (ISBN 1-56881-223-X)